# Yahya Al-Shehri
Yahya Sulaiman Ali Al-Shehri (en árabe: يحيى سليمان علي الشهري‎; Dammam, Arabia Saudita, 26 de junio de 1990) es un futbolista saudí que juega como centrocampista en el Al-Riyadh de la Liga Profesional Saudí. Es además internacional por la selección de Arabia Saudita.

## Trayectoria
Comenzó jugando por Ettifaq FC y luego pasó a Al Nassr.
El 1 de febrero de 2018 fue presentado por C. D. Leganés tras llegar cedido hasta mediados de aquel año. Regresó a Al Nassr sin haber jugado ningún minuto.
En agosto de 2021 se unió al Al-Raed.

## Selección nacional
Hizo su debut con la selección de fútbol de Arabia Saudita el 14 de octubre de 2009 en un partido amistoso contra Túnez que finalizó con un resultado de 0-1 a favor del combinado saudí tras un gol de Nasser Al-Shamrani. También disputó la clasificación para la Copa Mundial de Fútbol de 2014 y la clasificación para la Copa Mundial de Fútbol de 2018. También jugó la Copa de Naciones del Golfo de 2013 y la Copa Asiática 2015.

### Participaciones en Copas del Mundo
| Mundial                        | Sede  | Resultado    | Partidos | Goles |
| ------------------------------ | ----- | ------------ | -------- | ----- |
| Copa Mundial de Fútbol de 2018 | Rusia | Primera Fase | 2        | 0     |

### Goles internacionales
| # | Fecha                    | Estadio                                                   | Oponente               | Gol | Resultado | Competición                                |
| - | ------------------------ | --------------------------------------------------------- | ---------------------- | --- | --------- | ------------------------------------------ |
| 1 | 11 de junio de 2015      | Estadio Príncipe Mohamed bin Fahd, Dammam, Arabia Saudita | Palestina              | 1–0 | 3–2       | Clasificación para la Copa Mundial de 2018 |
| 2 | 3 de septiembre de 2015  | King Abdullah Sports City, Yeda, Arabia Saudita           | Timor Oriental         | 1–0 | 7–0       | Clasificación para la Copa Mundial de 2018 |
| 3 | 17 de noviembre de 2015  | Estadio Nacional, Dili, Timor Oriental                    | Timor Oriental         | 3–0 | 10–0      | Clasificación para la Copa Mundial de 2018 |
| 4 | 11 de octubre de 2016    | King Abdullah Sports City, Yeda, Arabia Saudita           | Emiratos Árabes Unidos | 3–0 | 3–0       | Clasificación para la Copa Mundial de 2018 |
| 5 | 28 de marzo de 2017      | King Abdullah Sports City, Yeda, Arabia Saudita           | Irak                   | 1–0 | 3–0       | Clasificación para la Copa Mundial de 2018 |
| 6 | 9 de mayo de 2018        | Estadio Ramón de Carranza, Cádiz, España                  | Argelia                | 2-0 | 2-0       | Amistoso                                   |
| 7 | 28 de mayo de 2018       | Kybunpark, San Galo, Suiza                                | Italia                 | 1-2 | 1-2       | Amistoso                                   |
| 8 | 10 de septiembre de 2018 | Estadio Príncipe Faisal bin Fahd, Riad, Arabia Saudita    | Bolivia                | 1-0 | 2-2       | Amistoso                                   |

## Clubes
| Club                   | País           | Año       | Partidos | Goles |
| ---------------------- | -------------- | --------- | -------- | ----- |
| Ettifaq FC             | Arabia Saudita | 2010-2013 | 111      | 13    |
| Al Nassr               | Arabia Saudita | 2013-2017 | 152      | 21    |
| C. D. Leganés (cedido) | España         | 2018      | 0        | 0     |
| Al Nassr               | Arabia Saudita | 2018-2021 | 58       | 9     |
| Al-Raed                | Arabia Saudita | 2021-2023 | 38       | 1     |
| Al-Riyadh              | Arabia Saudita | 2023-     | 26       | 0     |

## Palmarés

### Campeonatos nacionales
| Título                               | Club     | País           | Año  |
| ------------------------------------ | -------- | -------------- | ---- |
| Copa del Príncipe de la Corona Saudí | Al Nassr | Arabia Saudita | 2014 |
| Liga Profesional Saudí               | Al Nassr | Arabia Saudita | 2014 |
| Liga Profesional Saudí               | Al Nassr | Arabia Saudita | 2015 |
| Liga Profesional Saudí               | Al Nassr | Arabia Saudita | 2019 |
| Supercopa de Arabia Saudita          | Al Nassr | Arabia Saudita | 2019 |